# Johannes Coccejus
Johannes Coccejus (egentligen Jan Coch), född 9 augusti 1603 i Bremen, död 5 november 1669 i Leiden, var en tysk-nederländsk teolog.
Coccejus ägnade sig först åt filologiska studier; för att fördjupa sig i hebreiska uppsökte han även judiska lärare. I och för teologiska studier begav han sig 1629, "för att undfly det vilda livet vid de tyska universiteten", till Franeker i Nederländerna samt blev 1630 professor i biblisk filologi i Bremen och 1636 i Franeker. Sedan han gjort sig känd som teologisk författare, fick han 1643 en teologisk professur i Franeker och 1650 en liknande i Leiden, där han stannade till sin död. 
Sin största betydelse har Coccejus såsom sin tids främste representant för en friare, ireniskt biblisk riktning gentemot den kalvinism av strängaste observans, som då härskade i Nederländerna; närmare bestämt såsom utbildaren av den så kallade förbundsteologin. Den bibliska idén om ett Guds förbund med människorna hade redan tidigare av flera reformerta teologer starkt betonats, Coccejus gör den till den ledande grundtanken i sitt system och fattar hela uppenbarelsen såsom en serie av sådana förbund. Först står det av Gud med Adam knutna "naturens och gärningarnas förbund". Sedan syndafallet visat dess otillräcklighet, sätts det också från Guds sida steg för steg ur giltighet och ersattes med "nådens förbund", först proklamerat i det så kallade protevangelium och fulländat genom "det Nya testamentets promulgation", varefter gärningsförbundets avskaffande fullbordas genom "kroppens död" och "köttets uppståndelse". Trots alla ofullkomligheter är denna åskådning av betydelse såsom ett första försök att betrakta uppenbarelsen från historiska synpunkter. 
Till Coccejus anslöt sig en talrik skola, och mellan denna och de stränga kalvinisterna uppstod långvariga och häftiga strider, närmast rörande sig om sabbatsbudet, vars giltighet för Nya testamentets tid Coccejus bestritt. Sin åskådning nedlade han främst i arbetet Summa doctrinæ de foedere et testamento Dei (1648). Det förnämsta resultatet av hans filologiska studier är hans Lexicon et commentarius sermonis hebraici et chaldaici veteris testamenti (1669) - ett för sin tid epokgörande arbete.

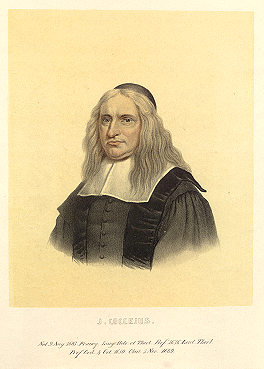
Johannes Coccejus

## Fotnoter
1. 1 2  Johannes Coccejus, Biografisch Portaal (på nederländska), Biografisch Portaal-nummer: 16825266.[källa från Wikidata]
2. 1 2  Encyclopædia Britannica, Encyclopædia Britannica Online-ID: biography/Johannes-Cocceiustopic/Britannica-Online, läst: 9 oktober 2017.[källa från Wikidata]
3. 1 2 3 4  Leidse Hoogleraren, Leidse Hoogleraren-ID: 842, läst: 19 juni 2019.[källa från Wikidata]
4. ↑  läs online, www.theopedia.com .[källa från Wikidata]
5. ↑  Gemeinsame Normdatei, läst: 30 december 2014.[källa från Wikidata]
6. ↑  Mathematics Genealogy Project.[källa från Wikidata]